# Carola Bambas
Carola Bambas (* 1968 in Berlin) ist eine deutsche Schauspielerin.

## Leben
Carola Bambas absolvierte ihre Schauspielausbildung von 1991 bis 1994 an der Schauspielschule „Die Etage“ in Berlin. Sie arbeitete anschließend hauptsächlich für das Fernsehen und war in verschiedenen Fernsehfilmen, Fernsehserien und TV-Reality-Formaten zu sehen. Von 2007 bis 2009 spielte sie in zwei Staffeln die Rolle der Arzthelferin Andrea in der ZDF-Serie Forsthaus Falkenau. Weitere Serienauftritte hatte sie u. a. in Marienhof, SOKO Kitzbühel und In Gefahr – Ein verhängnisvoller Moment. In der 21. Staffel der ZDF-Serie Die Rosenheim-Cops (2022) übernahm sie eine der Episodenhauptrollen als Lebensmitteltechnikerin und tatverdächtige Ehefrau eines getöteten Restaurant-Kolumnisten.
Ab 2011 realisierte Bambas verstärkt eigene Schauspiel- und Regieprojekte. Sie war Regisseurin im Kindertheater, trat mit szenischen Lesungen und Performances für Kinder auf und nahm Hörbücher für Kinder auf. Sie arbeitet mittlerweile schwerpunktmäßig als Theaterpädagogin, Geschichtenerzählerin und ist im Rahmen des „Eltern-Kind-Programms“ der Katholischen Bildungswerke im Erzbistum München und Freising als Seminarleiterin bei Theater-Workshops sowie als Gruppenleiterin bei Kinder-Ferienworkshops und Jugendfreizeiten tätig. Seit 2017 arbeitet sie außerdem als Coach für Präsenz und Persönlichkeitsentwicklung. Seit 2020 betreibt sie ihren eigenen YouTube-Kanal mit dem Schwerpunkt Storytelling.
Carola Bambas ist Mutter von zwei Kindern und lebt in Gauting bei München.

## Filmografie (Auswahl)
- 2001: Der Tanz mit dem Teufel (Fernsehfilm)
- 2003: Weihnachtsmann über Bord (Fernsehfilm)
- 2007–2009: Forsthaus Falkenau (Fernsehserie, Serienrolle)
- 2008: Pizza und Marmelade (Fernsehfilm)
- 2008: Die Heilerin 2 (Fernsehfilm)
- 2009: Marienhof (Fernsehserie)
- 2012: SOKO Kitzbühel: Und nichts war wie zuvor (Fernsehserie, eine Folge)
- 2015: In Gefahr – Ein verhängnisvoller Moment: Babette – David gegen Goliath (Fernsehserie, eine Folge)
- 2022: Die Rosenheim-Cops: Ein tödliches Geschenk (Fernsehserie, eine Folge)